# Wurmsitzkogel
Le Wurmsitzkogel est une montagne qui s’élève à 3 079 m d’altitude dans les Alpes de l'Ötztal, en Autriche.